# NGC 2465
NGC 2465 је појединачна звезда у сазвежђу Рис која се налази на NGC листи објеката дубоког неба.
Деклинација објекта је + 56° 49' 17" а ректасцензија 7h 57m 25,0s. Привидна величина (магнитуда) објекта NGC 2465 износи 14,2.